# Thrypticus alpinus
Thrypticus alpinus är en tvåvingeart som först beskrevs av Johann Wilhelm Meigen 1824.  Thrypticus alpinus ingår i släktet Thrypticus och familjen styltflugor.
Artens utbredningsområde är Frankrike. Inga underarter finns listade i Catalogue of Life.